# Гнездилово (Железногорский район)
Гнезди́лово — деревня в Железногорском районе Курской области России. Входит в состав Троицкого сельсовета.

## География
Расположена в 25 км к юго-востоку от Железногорска на ручье Мальце, впадающем в Михайловское водохранилище на реке Свапе. Высота над уровнем моря — 179 м. Ближайшие населённые пункты — посёлок Кривые Выселки и село Игино в Фатежском районе.

## Этимология
Получила название от фамилии первозаимщиков — детей боярских Гнездиловых, со временем перешедших в сословие однодворцев, а затем — государственных крестьян.

## История
Деревня возникла в первой трети XVII века как поселение служилых людей, охранявших южные рубежи Русского государства от набегов ногайцев и крымских татар. Упоминается в 1642 году в Курской отказной книге как существующая деревня Гнездилова на колодезе Мальце под Свапским лесом, принадлежащая сыну боярскому Прокофию Климентьевичу Гнездилову. В том же году часть деревни вместе с окрестными угодьями по челобитной получил ещё один представитель этой фамилии — сын боярский Кирилл Парфёнович Гнездилов. При выделении ему земли присутствовали местные землевладельцы: Прокофий Климентьевич Гнездилов с сыновьями Кузьмой и Архипом, Игнатий Дементьевич Гнездилов, Гапон Григорьевич Кичигин, Артём Микулич Локтионов и другие.
Со временем в Гнездилову стали подселяться однодворцы из соседних селений: Локтионовы (из Локтионова), Ефремовы (из Молотычей), Кичигины (из Старой и Новой Головинок), Сабельниковы (из Старой Головинки). В Гнездиловой была особая пустошь под названием Осечки, которую населяли исключительно Ефремовы и Сабельниковы. Род Гнездиловых, в свою очередь, разросся настолько, что к концу XIX века эта фамилия была второй по распространённости в Фатежском уезде после Чаплыгиных. Гнездиловы расселились по многим окрестным селениям и основали в 30 км к югу от деревни село с таким же названием —  Гнездилово на реке Руде (ныне 1-е Гнездилово и 2-е Гнездилово). 
Гнездилово было частью прихода храма Георгия Победоносца соседнего села Игино. Население деревни состояло исключительно из потомков служилых людей — однодворцев, переведённых в 1866 году в разряд государственных крестьян.
В 1862 году в Гнездилово было 62 двора, проживали 888 человек (440 мужского пола и 448 женского).
В 1877 году в деревне было уже 153 двора, проживало 1105 человек. По данным земской переписи 1883 года деревня состояла из одной крестьянской общины; в ней было 66 дворов Гнездиловых, 35 дворов Локтионовых, 29 дворов Ефремовых, 14 дворов Кичигиных, 8 дворов Сабельниковых. В 1889 году в деревне была учреждена земская школа. В 1897 году в Гнездиловой проживало 1154 человека (566 мужского пола и 588 женского); 1146 человек исповедовали православие. В начале XX века в Гнездилово из деревни Колесниковой через вольнонаёмных рабочих проник промысел по производству колёс для телег и экипажей.

### После 1917 года
В 1920-е годы в Гнездилово действовала школа 1-й ступени (начальная), изба-читальня, товарищество по совместной обработке земли (ТОЗ). В 1930 году в деревне был создан колхоз имени Красной Армии. Его председателем в начале 1930-х годов был Е. И. Сабельников. Позже в Гнездилово появился ещё один колхоз — имени Кирова.
В 1937 году в деревне было 184 двора. Во время Великой Отечественной войны, с октября 1941 года по февраль 1943 года, находилась в зоне немецко-фашистской оккупации.
Весной 1943 года гнездиловские колхозы имени Красной Армии и имени Кирова возобновили свою деятельность. Председателем колхоза Красной Армии в это время был Иван Стефанович Локтионов. В начале 1950-х годов 2 колхоза деревни объединились в одну артель — имени Кирова. 
В 1960 году гнездиловский колхоз имени Кирова и троицкий колхоз имени Сталина объединились в колхоз имени Кирова с центральной усадьбой в Троицком. Гнездиловский производственный участок считался лучшим в укрупнённом хозяйстве. В 1964—1965 годах было построено новое здание Гнездиловской начальной школы.
В 1980-е годы была закрыта Гнездиловская начальная школа, её ученики были переведены в Троицкую среднюю школу.

## Административно-территориальная принадлежность
- 16XX—1779 годы — в составе Усожского стана Курского уезда
- 1779—1797 годы — в составе Фатежской округи Курского наместничества
- 1797—1861 годы — в составе Фатежского уезда Курской губернии
- 1861—188Х годы — в составе Игинской волости Фатежского уезда
- 188Х—1918 годы — в составе Нижнереутской волости Фатежского уезда
- 1918—1924 годы — в составе Троицкого сельсовета Нижнереутской волости Фатежского уезда
- 1924—1928 годы — в составе Троицкого сельсовета Нижнереутской волости Курского уезда
- 1928—1935 годы — в составе Троицкого сельсовета Фатежского района
- 1935—1963 годы — в составе Троицкого сельсовета Верхнелюбажского района
- 1963—1965 годы — в составе Троицкого сельсовета Фатежского района
- С 1965 года — в составе Троицкого сельсовета Железногорского района

## Население
| 1862 | 1877  | 1883  | 1897  | 1905  | 1979 | 2002 |
| ---- | ----- | ----- | ----- | ----- | ---- | ---- |
| 888  | ↗1105 | ↘1044 | ↗1154 | ↗1244 | ↘195 | ↘145 |
| 2010 |       |       |       |       |      |      |
| ↘113 |       |       |       |       |      |      |